# Riku Gunji
Riku Gunji (japanisch 郡司 璃来 Gunji Riku; * 3. August 2005 in der Präfektur Chiba) ist ein japanischer Fußballspieler.

## Karriere

### Verein
Riku Gunji erlernte das Fußballspielen in der Jugendmannschaft des JSC Chiba sowie in der Schulmannschaft der Ichifuna High School. Seinen ersten Vertrag unterschrieb er am 1. Februar 2024 bei Shimizu S-Pulse. Der Verein aus Shizuoka spielt in der zweiten Liga, der J2 League. Sein Zweitligadebüt gab Gunji am 30. März 2024 (7. Spieltag) im Auswärtsspiel gegen Montedio Yamagata. Bei der 2:0-Niederlage wurde er nach der Halbzeitpause für Kanta Chiba eingewechselt. In seiner ersten Spielzeit bestritt er sieben Ligaspiele. Am Ende der Saison 2024 feierte er die Meisterschaft und stieg in die erste Liga auf.

### Nationalmannschaft
Riku Gunji spielte 2023 einmal in der japanischen U18-Nationalmannschaft. Hier kam er am 17. August 2023 in einem Freundschaftsspiel gegen Südkorea zum Einsatz.

## Erfolge
Shimizu S-Pulse
- Japanischer Zweitligameister: 2024